# Apollo 440
Apollo 440 (někdy psáno také Apollo Four Forty nebo @440) je anglická elektronická skupina, jež vznikla v roce 1990 v Liverpoolu a nyní sídlí v londýnském Islingtonu. Tvoří ji především multiinstrumentalista Norman Fisher-Jones (známý též jako Noko) a bratři Trevor a Howard Grayovi.
Pojmenovali se podle boha z řecké mytologie Apollóna (anglicky Apollo, bůh slunce a světla, lékařství, hudby, poezie, umění a čistoty, vládce múz a věštíren), číslovka 440 určuje frekvenci tónu A (440 Hz), často se píše A440.
Nejvíce oblíbené jsou jejich remixy a deska Gettin' High on Your Own Supply ze které pocházejí úspěšné singly Lost in Space a Stop The Rock (ten mj. zazněl i ve filmu 60 sekund). Jejich hudba je často slyšet ve filmech, trailerech, televizních reklamách a předělech, v počítačových hrách a dalších multimédiích.

## Diskografie
Pořadí v závorce označuje umístění v britské albové/singlové hitparádě

### Studiová alba
- 1994: Millennium Fever (117.)
- 1997: Electro Glide in Blue (62.)
- 1999: Gettin' High on Your Own Supply (20.)
- 2003: Dude Descending a Staircase
- 2012: The Future's What It Used To Be
- 2024: Canvas

### Singly
- 1991: Lolita
- 1991: Destiny
- 1992: Blackout
- 1993: Rumble E.P.
- 1994: Astral America (36.)
- 1994: Liquid Cool (35.)
- 1995: (Don’t Fear) The Reaper (35.)
- 1996: Krupa (23.)
- 1997: Ain’t Talkin’ ’bout Dub (7.)
- 1997: Raw Power (32.)
- 1997: Carrera Rapida
- 1998: Rendez-Vous 98 (feat. Jean-Michel Jarre) (12.)
- 1998: Lost in Space (4.)
- 1999: Stop The Rock (10.)
- 1999: Heart Go Boom (57.)
- 2000: Cold Rock The Mic / Crazee Horse (promo singl)
- 2000: Charlie’s Angels 2000 (29.)
- 2001: Say What? (feat. 28 Days) (23. v Austrálii)
- 2003: Dude Descending A Staircase (feat. The Beatnuts) (58.)